# Sanje nezrelega
Sánje nèzrélega je v matematiki občasni naziv za enakosti (OEIS A073009, A083648):
{\displaystyle {\begin{aligned}I_{2}&=\int _{0}^{1}{\frac {1}{x^{x}}}\,\mathrm {d} x=\sum _{n=1}^{\infty }n^{-n}=1,29128599706266354\dots \!\,,\\I_{1}&=\int _{0}^{1}x^{x}\,\mathrm {d} x=\sum _{n=1}^{\infty }(-1)^{n+1}n^{-n}=-\sum _{n=1}^{\infty }(-n)^{-n}=0,78343051071213440\dots \!\,,\end{aligned}}}
ki ju je leta 1697 odkril Johann Bernoulli.
Ime "sanje nezrelega", ki se pojavi v (Borwein, Bailey & Girgensohn 2004) je podobno imenu "sanje začetnika", ki se nanaša na nepravilno identiteto (x + y)n = xn + yn. Sanje nezrelega imajo podoben predobro-da-bi-bilo-res občutek, ampak velja.

## Dokaz
Dokaže se druga enakost. Dokaz za prvo je popolnoma enak.
Dokaz poteka po korakih:
- zapiše se xx = exp(x ln x),
- exp(x ln x) se razvije s potenčno vrsto za exp,
- integrira se členoma,
- integrira se z vpeljavo spremenljivke.

xx se razvije kot:
{\displaystyle x^{x}=e^{x\ln x}=\sum _{n=0}^{\infty }{\frac {x^{n}(\ln x)^{n}}{n!}}\!\ .}
Vrsta se členoma integrira:
{\displaystyle \int _{0}^{1}x^{x}\mathrm {d} x=\sum _{n=0}^{\infty }\int _{0}^{1}{\frac {x^{n}(\ln x)^{n}}{n!}}\mathrm {d} x\!\,.}
Izračunajo se členi z integracijo po delih. Najprej se integrira člen {\displaystyle \int x^{m}(\ln x)^{n}\;\mathrm {d} x} z uvedbo spremenljivke {\displaystyle u=(\ln x)^{n}}, kjer je {\displaystyle \mathrm {d} v=x^{m}\;\mathrm {d} x}. Tako sledi:
{\displaystyle \int x^{m}(\ln x)^{n}\;\mathrm {d} x={\frac {x^{m+1}(\ln x)^{n}}{m+1}}-{\frac {n}{m+1}}\int x^{m+1}{\frac {(\ln x)^{n-1}}{x}}\mathrm {d} x,\qquad m\in \mathbb {Z} _{0}\setminus -1\!\,}
in naprej:
{\displaystyle \int x^{m}(\ln x)^{n}\;\mathrm {d} x={\frac {x^{m+1}}{m+1}}\cdot \sum _{i=0}^{n}(-1)^{i}{\frac {(n)_{i}}{(m+1)^{i}}}(\ln x)^{n-i}\!\,,}
kjer je {\displaystyle (n)_{i}} Pochhammerjev simbol za padajočo fakulteto.
V tem primeru je m = n in obe števili sta celi, tako da je:
{\displaystyle \int x^{n}(\ln x)^{n}\;\mathrm {d} x={\frac {x^{n+1}}{n+1}}\cdot \sum _{i=0}^{n}(-1)^{i}{\frac {(n)_{i}}{(n+1)^{i}}}(\ln x)^{n-i}\!\,.}
Z integracijo od 0 do 1, izginejo vsi členi razen zadnjega pri 1 (vsi členi so v 0 enaki nič, ker je {\displaystyle \lim _{x\to 0^{+}}x^{m}(\ln x)^{n}=0} po l'Hôpitalovem pravilu, in vsi členi razen zadnjega so v 1 enaki nič, ker je {\displaystyle \ln(1)=0}), tako da sledi:
{\displaystyle \int _{0}^{1}{\frac {x^{n}(\ln x)^{n}}{n!}}\;\mathrm {d} x=\sum _{i=0}^{n}{\frac {1}{n!}}{\frac {1^{n+1}}{n+1}}(-1)^{n}{\frac {(n)_{n}}{(n+1)^{n}}}=\sum _{i=0}^{n}(-1)^{n}(n+1)^{-(n+1)}\!\,.}
Enačba sledi, če se dvigne indeks na {\displaystyle n=1}.

## Verižna ulomka
Neskončna verižna ulomka za številske vrednosti enakosti sta (OEIS A077178, A137420):
{\displaystyle I_{2}=[1;3,2,3,4,3,1,2,1,1,6,7,2,5,3,1,2,\ldots ]=\left\{1,{\frac {4}{3}},{\frac {9}{7}},{\frac {31}{24}},{\frac {133}{103}},{\frac {430}{333}},{\frac {563}{436}},{\frac {1556}{1205}},\ldots \right\}\!\,,}
{\displaystyle I_{1}=[0;1,3,1,1,1,1,1,1,2,4,7,2,1,2,1,1,\ldots ]=\left\{0,1,{\frac {3}{4}},{\frac {4}{5}},{\frac {7}{9}},{\frac {11}{14}},{\frac {18}{23}},{\frac {29}{37}},{\frac {47}{60}},{\frac {123}{157}},\ldots \right\}\!\,.}